# نوک‌شاخ کلاه‌پیسه
نوک‌شاخدار کلاه‌پیسه یا نوک‌شاخ کلاه‌سیاه‌وسفید (نام علمی: Bycanistes subcylindricus) که به عنوان نوک‌شاخ گونه‌خاکستری نیز شناخته می‌شود، یک نوک‌شاخ سیاه و سفید بزرگ است. دارای یک نوک بزرگ مایل به سیاه با یک کلاه‌خود بزرگ در بالای آن است. ماده کمی کوچکتر از نر است و کلاه‌خود قابل توجه کوچک‌تر دارد. گونه‌ای تک‌همسر است و جفت‌ها در حفره‌های درخت مناسب لانه می‌سازند. ماده معمولاً تا دو تخم می‌گذارد. رژیم غذایی عمدتاً از انجیر، میوه‌ها، حشرات و جانوران کوچک موجود در درختان تشکیل شده‌است.
به‌طور گسترده و هنوز هم به صورت محلی رایج است، نوک‌شاخ سیاه‌وسفید به عنوان کمترین نگرانی در فهرست سرخ IUCN از گونه‌های در معرض خطر ارزیابی می‌شود.